# Радашкевич, Маркс Моисеевич
Маркс Моисе́евич Радашке́вич (22 марта 1936, Борисов, Минская область, БССР — 22 октября 2011, Миасс, Челябинская область, Россия) — советский и российский учёный, инженер, участник создания стратегических ракетных комплексов подводных лодок ВМФ СССР и ВМФ России (ГРЦ имени академика В. П. Макеева). Лауреат Государственной премии СССР в области науки и техники (1988). Кандидат технических наук (1975), доцент (1990), директор филиала Челябинского государственного университета в городе Миассе (с 2006), заслуженный профессор Челябинского государственного университета (2007). Награждён орденом Знак Почёта (1978), медалями.

## Биография
Родился 22 марта 1936 года в городе Борисов Минской области БССР, СССР.
В 1959 году окончил факультет самолётостроения Казанского авиационного института по специальности инженер-механик.
С 1959 года — в городе Миасс Челябинской области. С 1959 по 1992 год — работа в СКБ № 385 (КБ машиностроения, ФГУП «Государственный ракетный центр „КБ им. академика В. П. Макеева“»): инженер (1959—1961), старший инженер (1961—1964), начальник группы (1964—1976), старший научный сотрудник (1976—1977), начальник сектора (1977—1981), заместитель начальника отдела (1981—1992).
Участник разработки трёх поколений баллистических ракет подводных лодок: изделий Р-21, Р-27, Р-27У, Р-27К, Р-29, Р-29Р, Р-29РМ, Р-39.
Кандидат технических наук (1974).
С 1982 года — работа в области высшего образования: исполняющий обязанности заведующего филиала кафедры математической физики Челябинского государственного университета (по совместительству).
Учёное звание — доцент (1990).
С 1992 года — работа в Миасском городском комитете по экологии и природопользованию (государственный инспектор).
С 1996 — основатель, организатор, директор филиала Челябинского государственного университета в городе Миассе.
Автор 17 научных трудов в области ракетно-космической техники и 6 работ в сфере образования, 16 изобретений.

## Персональный вклад в ракетостроение
Под руководством М. М. Радашкевича и при его непосредственном участии «определены аэродинамические характеристики ракет, исследованы газодинамика процессов разделения ступеней и струйных воздействий, газодинамические параметры, влияющие на работоспособность систем астрокоррекции морских ракет».

## Награды и премии
- Медаль «За трудовую доблесть» (1969)
- Медаль «В ознаменование 100-летия со дня рождения Владимира Ильича Ленина» (1970)
- Орден Знак Почёта (1978)
- Заслуженный работник ГРЦ имени академика В. П. Макеева
- Государственная премия СССР (1988)
- Медаль имени академика В. П. Макеева Федерации космонавтики России (1993)
- Заслуженный профессор Челябинского государственного университета[1][2]

## Память
В память о первом директоре филиала ЧелГУ в городе Миассе М. М. Радашкевиче на здании этого филиала в январе 2019 году установлена мемориальная доска.